# キャン×キャン
キャン×キャンは、ライジングプロダクション所属のお笑いコンビ。沖縄ロコスタ（ローカルスター）である。

## メンバー
- ゆっきー（1977年7月5日（47歳） - ）ボケ担当
  - 旧芸名、本名 長浜 之人（ながはま ゆきひと）。2019年に本名から現芸名に改名[1]。
  - 沖縄県那覇市出身。
  - 血液型はB型、身長173cm。
  - 日本福祉大学卒業。
  - 高校時代はバスケットボール部所属。大学時代に家庭教師の経験あり。
  - 歌唱力がかなり高く、2010年6月8日放送の第18回お笑い芸人歌がうまい王座決定戦スペシャルではNON STYLE、田嶋陽子、超新塾といった強敵を次々と倒して決勝にまで進出した経験がある[2][注 1]。しかし決勝ではフォーリンラブに敗れて優勝を逃している。なお、これ以前にも第14回大会に出場した事があるが、そこでは2回戦でTKOに敗れている。
  - モノマネが得意で『博士と助手〜細かすぎて伝わらないモノマネ選手権〜』に数多く出場。
    - 石橋貴明もお気に入りの織田裕二のモノマネ「モーリス・グリーンが速えーんだ!」は、2007年8月23日の『うたばん』によると、織田自身はこの発言を否定し、実際に番組スタッフが調べたが、該当シーンはなかった。

- 玉城 俊幸（たまき としゆき、1979年7月1日（45歳） - ） ツッコミ担当
  - 沖縄県那覇市出身。
  - 血液型はB型、身長180cm。
  - 琉球大学休学中、日本医学柔整鍼灸専門学校鍼灸学科昼間部出身。
  - 高校時代はハンドボール部所属。大学時代に家庭教師の経験あり。
  - 前頭部の禿げ方がひどいため、髪の毛を後ろからフロントに集中させている[3]。
    - 『シルシルミシル』でカツラを作ったことがある。
    - 2021年より『前略、大とくさん』の「薄毛芸人発毛プロジェクト」に参加[4]。

## 概要
2人とも沖縄出身で同じ高校（沖縄県立那覇高等学校）の生徒会長（先輩後輩の間柄）だったが、面識はなかった。沖縄のお笑いの大会に別々のコンビで出場し知り合う。
沖縄のお笑い団体「オリジン」出身で、上京と共にヴィジョンファクトリー（現・ライジングプロダクション）に移籍。
かつては「喜屋武×喜屋武」と表記していたが（読みは同じ「きゃん×きゃん」）、2001年に現在の表記に変更する。
2013年ごろから同じく沖縄出身の与座よしあき・しゃもじとのユニット「ヨジャモキャン」としても活動。
2019年6月に所属事務所ライジングプロダクションにお笑い部門である「ライジング・アップ」が設立されたが、そちらに移籍はせず引き続きライジングプロダクション所属のままである。しかしライジング・アップと関わりを持たないわけではなく、事務所ライブのMCを担当している。
2019年6月14日付で漫才協会に入会した。

## ネタ
ネタの前に自己紹介し、右手を振りながら「キャン×キャンですって!」と言ってネタを始めることがある。ネタが終わると「どーもー、キャン×キャンでしたー!」と言いながら、片手を握り拳にしてもう片手の平に合わせ（中国の『抱拳礼』という挨拶に似ている）片足を上げるポーズをする。

### 定番ギャグ

#### 長浜が行うもの
- 「（大すべりのギャグをやった後）はいっ、どうにかして!」
- 「キャン×キャンがお送りする正統派漫才、結婚!はいっ、喋って!」
- わかりにくい沖縄弁（ウチナーヤマトグチなど）を2つ言って意味を説明した後、3つ目で違う事を言ったりもする（武蔵丸の本名であるフィヤマル・ペニタニなど）。
- 「変な言い方すると……（喋り方が変になる）」一時はボビー・オロゴン風と言っていた。
- 玉城をいっこく堂に似てるなどいじる（ちなみに同郷にして同姓である）。
- 突然、意味不明な歌を歌いだすなど状況を一変させるようなボケをする（モウコハン、臍の緒の歌など）。
- 「アンタが飲むトコ見てみたい。○○で見てみたい（中尾彬など）」と玉城にふり、自分でモノマネをする。
- 玉城の髪を引っ張り前髪を揺らす。
- マニアックなモノマネ
  - 「驚いた時のマスオさん（劇中で直立して爪先を上げながら『えぇーっ!』と驚く様子を再現。漫才の中では普通に『えー!』と言ったあと、マスオさん風に言い直すことも多い）」
  - 「『スーパーニュース』で何度も噛む舞の海」
  - 「『スーパーニュース』のスポーツコーナーをきれいに締めようとするけど惜しい永島昭浩キャスター」
  - 「世界陸上での織田裕二のコメント」
  - 沖縄のドラえもん「ナハえもん」や沖縄のちびまる子ちゃん「なはまる子ちゃん」など

#### 玉城が行うもの
- ネタ終了後、固めた前髪をつかんで小刻みに上下に動かす（通称パカパカ）。

## エピソード
- 爆笑オンエアバトルには初年度から2006年度まで出場していて、火災報知器と共に8年間常連として挑戦し続けていた。2006年度末をもって卒業となったが、後に番組中の企画に番組OBとして数回出演している。また、番組の鬼門となる9連勝（番組では連勝が8でストップした芸人が多いため、9連勝の壁と呼んでいる）を二度達成している唯一のコンビである（一回目は10連勝を達成）。番組初期は「喜屋武×喜屋武」というコンビ名だったが、2001年12月15日放送回で現在のコンビ名に改名し、この回以降高得点を連発し、番組の常勝組となっていく。
  - 2003年2月8日放送回では、同じく出場していたはなわが本番中にネタを忘れてしまい、自ら計量を辞退。これにより、281KBながら繰り上げでオンエアされるという珍事があった[注 2]。
  - 2004年1月23日放送回にて533KBという高得点を記録しているが、これは当時の東京収録最高KBであった[注 3]。因みにこの533KBという得点は、同番組内でもキャン×キャン、＄10、しんのすけとシャンの3組しか達成していない非常に稀なKB数となっている。
- Jリーガーの當間建文と幼馴染[8]。
- 2011年1月、永沢たかし（磁石）が結成した、芸歴10年前後の吹きだまり芸人によるユニット「FKD48」に加入。長浜が歌がうまい担当で担当カラーはモスグリーン、玉城がオカマ担当で担当カラーは焦げ茶色となっている。

## 出演

### テレビ

#### 過去・単発出演
- ドリームジャングル（琉球放送）
- 桂芸能社 オトせ!（TBSテレビ、2000年 - 2001年）レギュラー
- エンタの味方!（TBSテレビ、2007年4月 - 2008年3月）レギュラー
- 沖縄んアイドル（琉球放送・BS-TBS、2006年10月 - 2008年6月）
- 爆笑オンエアバトル（NHK総合）戦績22勝4敗 最高533KB ゴールドバトラー認定
  - 第6回チャンピオン大会 ファイナル9位
  - 第7回チャンピオン大会 ファイナル8位
  - 第8回チャンピオン大会 ファイナル3位
  - 第9回チャンピオン大会 ファイナル4位
  - 「喜屋武×喜屋武」時代に3回出演（そのうち1回オンエア）、それ以降は「キャン×キャン」で出演。
  - ※余談だが、番組の公式本の2と3では二人の名前が逆に表記されており、4以降は名前が正しく表記されている。
- オンバト+（NHK総合）「オンバト+PREMIUM」に出演
- デジタルQ（NHK総合、2008年4月 -2011年7月 ）
  - 備えあれば映りよし 〜完全デジタル化まであと3年〜（NHK総合、2008年7月24日）
- とんねるずのみなさんのおかげでした（フジテレビ、2006年9月28日 - ）
  - 博士と助手〜細かすぎて伝わらないモノマネ選手権〜（第9回 - 第13回）長浜のみ
- E娘!（TBSテレビ、2006年8月10日）
- エンタの神様（日本テレビ）キャッチコピーは「笑いのジュークボックス」
- 関根&優香の笑うシリーズ（テレビ朝日、2007年1月2日 - ）複数回出演
- 笑点（日本テレビ、2007年2月25日）
- 爆笑レッドカーペット（フジテレビ、2007年3月18日 - ）キャッチコピーは「吠えろ!琉球漫才」
- 笑いの金メダル（テレビ朝日）
- 虎の門（テレビ朝日）
- 大笑点（日本テレビ）
- ザ・イロモネア（TBS）
- お笑いメリーゴーランド（TBS）長浜のみ
- メントレG（フジテレビ、2007年6月10日）
- うたばん（TBSテレビ、2007年7月5日）
- ぐるぐるナインティナイン（日本テレビ、2007年7月6日）
- たかじんONE MAN（毎日放送）
- お笑いDynamite!（TBSテレビ、2007年12月28日）キャッチコピーは「琉球からやってきた!」
- ゼベック・オンライン（MXTV、2004年12月20日）
- ジャンプ!ジャンプ!ジャンプ!（tvk）
- 爆笑一番（秋田テレビ）
- アメトーーク（テレビ朝日）
- 科学大好き土よう塾（NHK教育、2008年）
- タモリのボキャブラ天国 大復活祭スペシャル（フジテレビ、2008年）キャッチコピーは「爆裂!シーサー魂」
- 弟子っちょピカ丸（日本テレビ、2008年10月 - 2009年3月）長浜のみ
- おもいッきりDON!1025（日本テレビ、2009年3月31日 - 9月29日）火曜日のみ
- キャくれ家（朝日放送、2011年1月14日）
- あらびき団（TBS）ｰ 長浜のみ、久保田かずのぶ（とろサーモン）と森本レオとの3人体制で大道芸の実況を担当
- ××パイなぽ〜!（琉球放送）長浜のみ
- 千鳥のロコスタ（GYAO!）
- 千鳥のクセがスゴいネタGP（フジテレビ、2022年6月2日）
- 『FNS27時間TV 鬼笑い祭』内の「run for money 逃走中」（フジテレビ、2023年7月22日・23日）ゆっきーのみ

### ラジオ
- ゆっきーのCan Can do it！（bayfm）ゆっきーのみ

### 映画
- レンブとゆりかご（2021年、監督：友利翼）長浜のみ
- 風が通り抜ける道 - 沖縄県後援  -（2023年公開予定）- ゆっきー 先輩役
- ばんたが島（2023年公開予定、監督：大橋孝史）ゆっきーのみ[9]

### 配信
- こんもりch（2022年5月-、アトムクリニック公式YouTube）-MC、ゆっきーのみ[10]

### 雑誌
- まんがライフ・「流れ星×キャン×キャンの芸人交換日記」

## DVD
- エンタの味方! THE DVD ネタバトルvol.1
- エンタの味方! THE DVD ネタバトルvol.2
- エンタの味方! THE DVD ネタバトルvol.3

## 受賞歴
- 第4回 お笑いホープ大賞審査員特別賞
- 第5回 お笑いホープ大賞優勝

## 賞レースなどでの戦績

### M-1グランプリ
| 年度   | 成績       | 会場              | 日時           | 備考                  |
| ------ | ---------- | ----------------- | -------------- | --------------------- |
| 2001年 | 3回戦進出  |                   |                | 「喜屋武×喜屋武」名義 |
| 2002年 | 準決勝進出 | ルミネtheよしもと | 2002年11月30日 |                       |
| 2003年 | 準決勝進出 | ルミネtheよしもと | 2003年11月29日 |                       |
| 2004年 | 準決勝進出 | ルミネtheよしもと | 2004年11月28日 |                       |
| 2005年 | 準決勝進出 | ルミネtheよしもと | 2005年12月10日 |                       |
| 2006年 | 準決勝進出 | ルミネtheよしもと | 2006年12月9日  |                       |
| 2007年 | 準決勝進出 | ルミネtheよしもと | 2007年12月8日  |                       |
| 2008年 | 3回戦進出  | ルミネtheよしもと | 2008年11月14日 |                       |
| 2009年 | 3回戦進出  | ルミネtheよしもと | 2009年11月26日 | ラストイヤー          |

### その他
- 第3回、第5回 MBS新世代漫才アワードで決勝大会進出。